# Takeaway.com
Takeaway.com или Just Eat Takeaway e онлайн пазарен сайт и приложение за поръчка на доставка на храна. Сайтът извършва връзка между клиентите и различни ресторанти и доставчици на храна.
Уебсайтът е създаден през 2000 година от Ице Грун, след като открива, че е много трудно да открие менютата на различни ресторанти в неговия район онлайн. Освен в Европа, компанията предлага услугите си в Австралия, Виетнам и Израел.
Takeaway е включен в списъка на Euronext Amsterdam и Лондонската фондова борса и е съставна част на индекса FTSE 100, откакто придобива Just Eat през февруари 2020 г.
В големите градове доставката се извършва от куриери на самата компания и движението на храната може да се наблюдава чрез GPS проследяване. В малките градове доставката обикновено се поема от самите ресторанти.

## Дъщерни дружества
Takeaway.com е активна в 12 европейски страни и 2 азиатски държави:
| Държава        | Уебсайт         | Предишно име                                          |
| -------------- | --------------- | ----------------------------------------------------- |
| Белгия         | takeaway.com/be | pizza.be                                              |
| България       | takeaway.com/bg | bgmenu.com                                            |
| Германия       | lieferando.de   | pizza.de, foodora.de, lieferservice.de, lieferheld.de |
| Франция        | just-eat.fr     | pizza.fr                                              |
| Израел         | 10bis.co.il     |                                                       |
| Люксембург     | takeaway.com/lu | pizza.lu                                              |
| Нидерландия    | thuisbezorgd.nl |                                                       |
| Австрия        | lieferando.at   | lieferservice.at                                      |
| Полша          | pyszne.pl       |                                                       |
| Португалия     | takeaway.com/pt | pizza.pt                                              |
| Румъния        | takeaway.com/ro | oliviera.ro                                           |
| Швейцария      | eat.ch          | takeaway.com/ch, lieferservice.ch                     |
| Великобритания | just-eat.co.uk  | pizza.co.uk                                           |
| Виетнам        | vietnammm.com   |                                                       |